# Capulín de Bustos
Capulín de Bustos es una localidad del estado mexicano de Guanajuato. Es parte del municipio de Guanajuato.

## Demografía
| Gráfica de evolución demográfica |
|                                  |

| Censo | Población |
| ----- | --------- |
| 1900  | 77        |
| 1910  | 123       |
| 1921  | 238       |
| 1930  | 96        |
| 1940  | 322       |
| 1950  | 399       |
| 1960  | 502       |
| 1970  | 637       |
| 1980  | 862       |
| 1990  | 1 278     |
| 2000  | 1 484     |
| 2010  | 2 021     |
| 2020  | 2 512     |